# La Grée-Saint-Laurent
La Grée-Saint-Laurent (bretonisch: Ar C’hrav-Sant-Laorañs, Gallo: La Graéy-Saent-Laurantz) ist eine französische Gemeinde mit 310 Einwohnern (Stand 1. Januar 2022) im Département Morbihan in der Region Bretagne.

## Geographie
La Grée-Saint-Laurent liegt im Nordosten des Départements Morbihan und gehört zum Pays de Josselin.
Nachbargemeinden sind Forges de Lanouée im Norden, Saint-Malo-des-Trois-Fontaines im Osten, Helléan im Südosten, La Croix-Helléan im Süden sowie Lanouée im Südwesten und Westen.
Der Ort selber liegt nur an einer Nebenstraße. Die regionale Straßenverbindung D16 von Josselin nach Mauron führt nahe dem Ort vorbei. Die wichtigste überregionale Verbindung ist die N 24, die rund zehn Kilometer südlich von La Grée-Saint-Laurent verläuft. Der nächstgelegene Anschluss an diese ist nördlich von Josselin.
Die bedeutendsten Gewässer sind der Fluss Ninian sowie der Bach Galourais. Diese bilden teilweise die Gemeindegrenze. Zudem gibt es einige kleine Teiche auf dem Gemeindegebiet. Nur ein geringer Teil des Gemeindeareals ist von Waldgebieten bedeckt.

## Bevölkerungsentwicklung
| Jahr      | 1962 | 1968 | 1975 | 1982 | 1990 | 1999 | 2006 | 2019 |
| Einwohner | 304  | 321  | 308  | 299  | 279  | 271  | 325  | 322  |

## Geschichte
Die Gemeinde gehört historisch zur bretonischen Region Bro-Sant-Maloù (frz. Pays de Saint-Malo) und innerhalb dieser Region zum Gebiet Porc'hoed (frz. Porhoët) und teilt dessen Geschichte. Von 1801 bis zu dessen Auflösung am 10. September 1926 gehörte sie zum Arrondissement Ploërmel. Von 1793 bis 1801 gehörte La Grée-Saint-Laurent zum Kanton Lanouée.

## Sehenswürdigkeiten
- Kirche Saint-Laurent aus dem 20. Jahrhundert mit Kultgegenständen aus der Vorkirche aus dem 15. Jahrhundert
- Kapelle Saint-Sébastien im gleichnamigen Weiler
- Windmühle in Lorvran und Wassermühlen in Penros und Couesbout

Quelle:

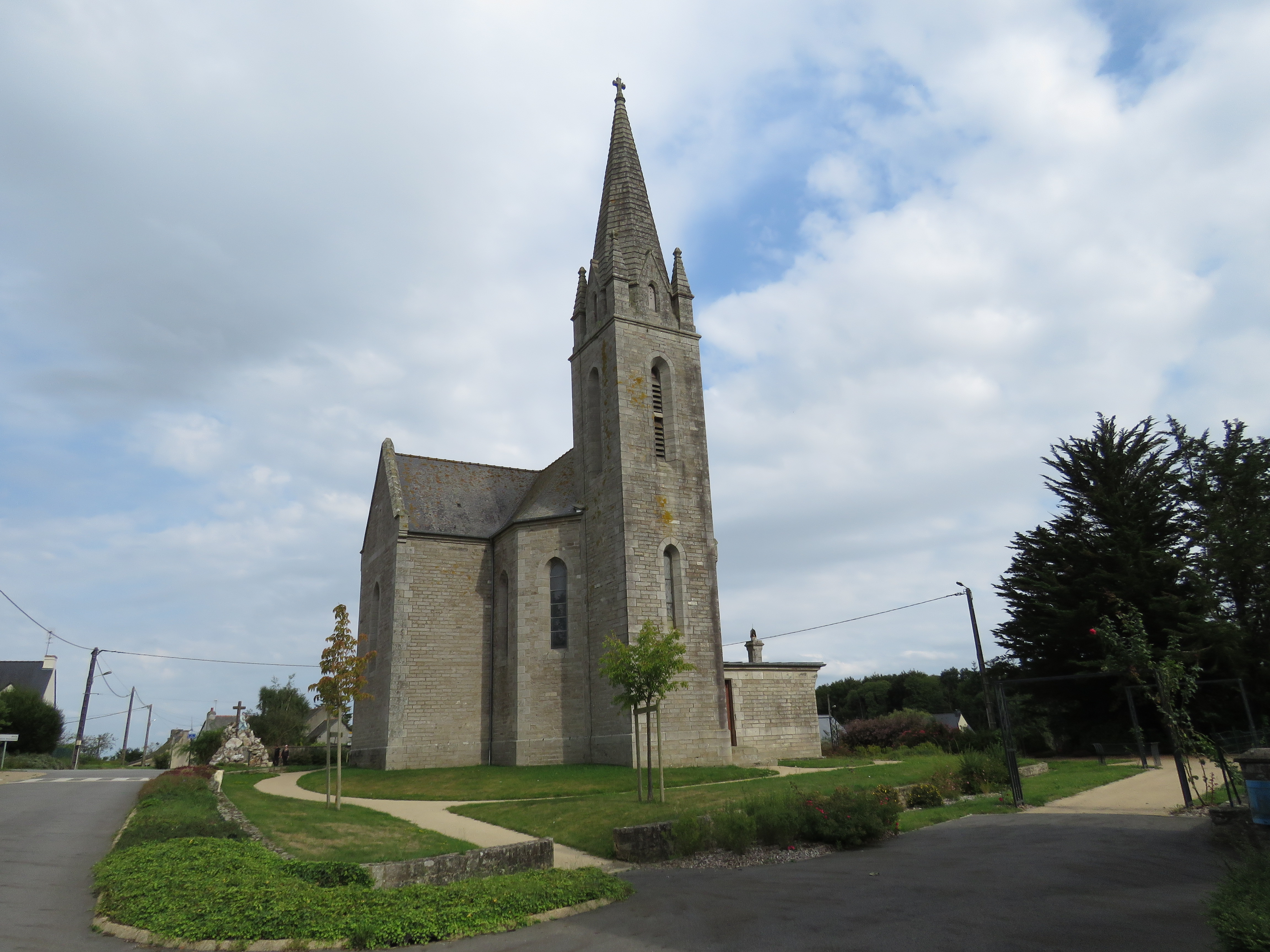
Kirche Saint-Laurent
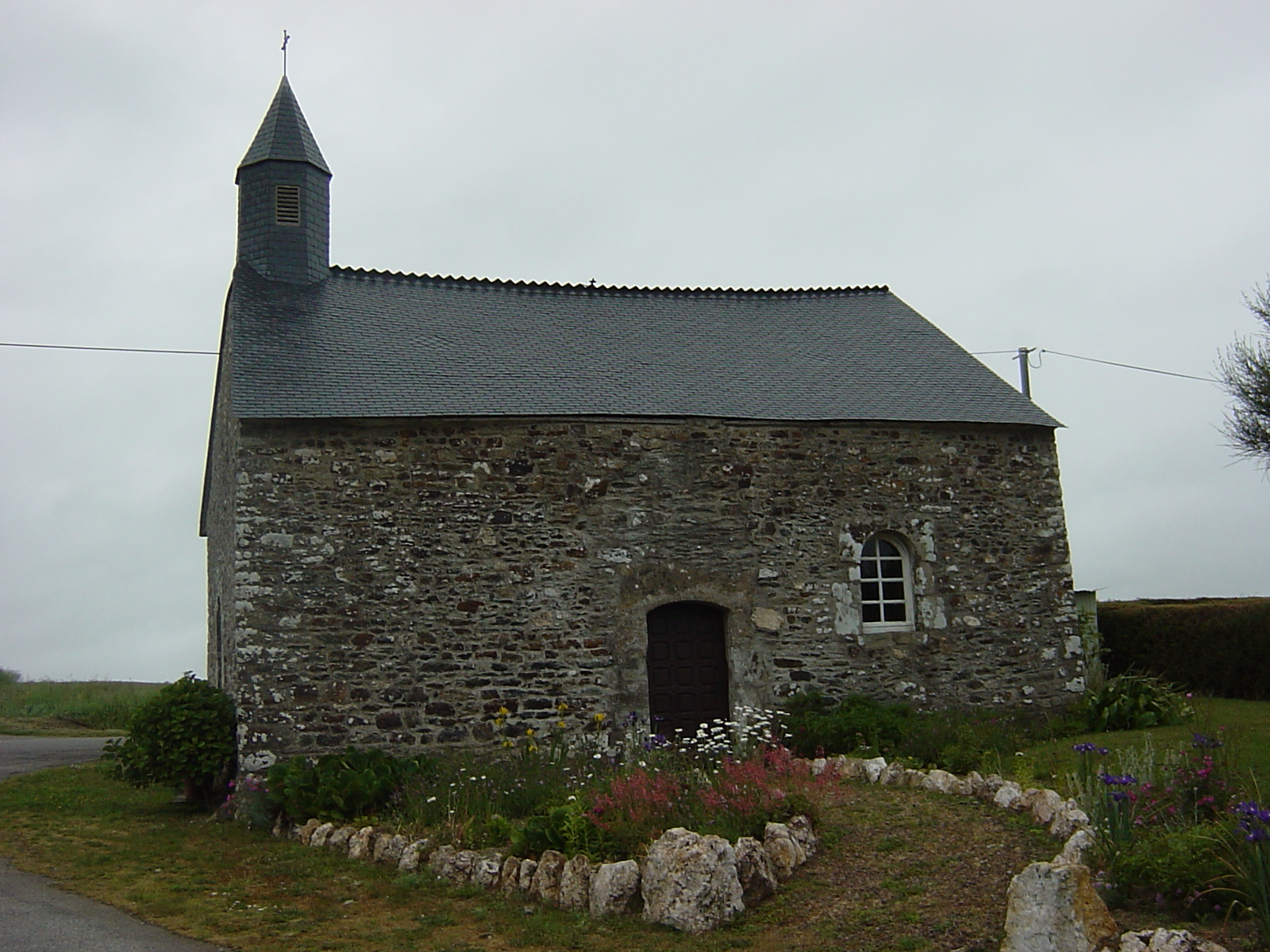
Kapelle Saint-Sébastien